# Afro Celt Sound System
Afro Celt Sound System is een multi-etnische muziekgroep die moderne muziek mengt met traditionele Keltische en Afrikaanse muziek. De groep is opgericht in 1991 door de Britse gitarist en producent Simon Emmerson en bestaat uit artiesten met verschillende nationaliteiten. Afro Celt Sound System bracht diverse albums uit op platenlabel Real World Records en gaf optredens op festivals als Rock Werchter en WOMAD.

## Bandleden
- Simon Emmerson
- N'Faly Kouyate
- Moussa Sissokho
- James McNally
- Johnny Kalsi
- Iarla Ó Lionáird
- Emer Mayock
- Martin Russell

## Discografie
- Volume 1: Sound Magic (1996)
- Volume 2: Release (1999)
- Volume 3: Further in Time (2001)
- Seed (2003)
- Pod (2004)
- Volume 5: Anatomic (2005)
- Capture: 1995-2010 (2010)
- The Source (2016)
- The Flight (2018)
- OVA (2024)